# Estonia en los Juegos Olímpicos de París 1924
Estonia estuvo representada en los Juegos Olímpicos de París 1924 por un total de 37 deportistas que compitieron en 5 deportes.  
El portador de la bandera en la ceremonia de apertura fue el atleta Jüri Lossmann.

## Medallistas
El equipo olímpico estonio obtuvo las siguientes medallas:
| Nombre                       | Deporte            | Competición |
| ---------------------------- | ------------------ | ----------- |
| Oro                          |                    |             |
| Eduard Pütsep                | Lucha grecorromana | 58 kg M     |
| Plata                        |                    |             |
| Alfred Neuland               | Halterofilia       | 75 kg M     |
| Bronce                       |                    |             |
| Aleksander Klumberg-Kolmpere | Atletismo          | Decatlón M  |
| Jaan Kikkas                  | Halterofilia       | 75 kg M     |
| Harald Tammer                | Halterofilia       | +82,5 kg M  |
| Roman Steinberg              | Lucha grecorromana | 75 kg M     |